# Ludwig Manz
Ludwig Manz (* 22. August 1920 in Ellwangen; † 6. August 1990 in Altdorf bei Nürnberg) war ein deutscher Bildhauer und Restaurator. Manz schuf diverse Skulpturen, darunter Bauplastiken, Kleinplastiken, Porträts, sakrale Kunst sowie eine Reihe von freien Arbeiten.

## Leben
Manz kam als jüngstes von acht Kindern eines Kaufmanns und der Tochter eines Lehrers zur Welt. Von 1934 bis 1938 absolvierte er eine Lehre als Holzbildhauer und studierte im Anschluss an der Akademie der Bildenden Künste in München bei den Professoren Panzer und Weber. Er kam 1949 nach amerikanischer, französischer und englischer Kriegsgefangenschaft als Spätheimkehrer zurück nach Deutschland.
Nach seiner Rückkehr half Manz bei dem Aufbau eines Friedensdorfes der amerikanischen Besatzer auf dem Nürnberger Parteitagsgelände. Dort lernte er seine spätere Ehefrau Frieda Kranebitter kennen. Am 29. September 1950 heirateten die beiden. Ab 1952 wirkte Manz als freischaffender Bildhauer in Nürnberg.
Seine Geschwister Elisabeth Schachinger (1909–1998) und Bernhard Manz (1917–1983) schlugen ebenfalls eine künstlerische Laufbahn ein. Während seine Schwester als Metallbildnerin, Malerin sowie Illustratorin arbeitete, wirkte sein Bruder als Porträtzeichner. Im Jahr 2008 widmete das städtische Kulturamt Ellwangen den drei Geschwistern eine gemeinsame Ausstellung im Palais Adelmann.
Manz starb am 6. August 1990 in Altdorf bei Nürnberg an einem Herzinfarkt. Seine Frau überlebte ihn um 27 Jahre und starb 2017 im Alter von 100 Jahren im selben gemeinsamen Haus. Sie verwaltete bis zu ihrem Tod seine künstlerischen Werke. Aus der Ehe gingen ein gemeinsamer Sohn und eine gemeinsame Tochter hervor.

## Künstlerisches Wirken

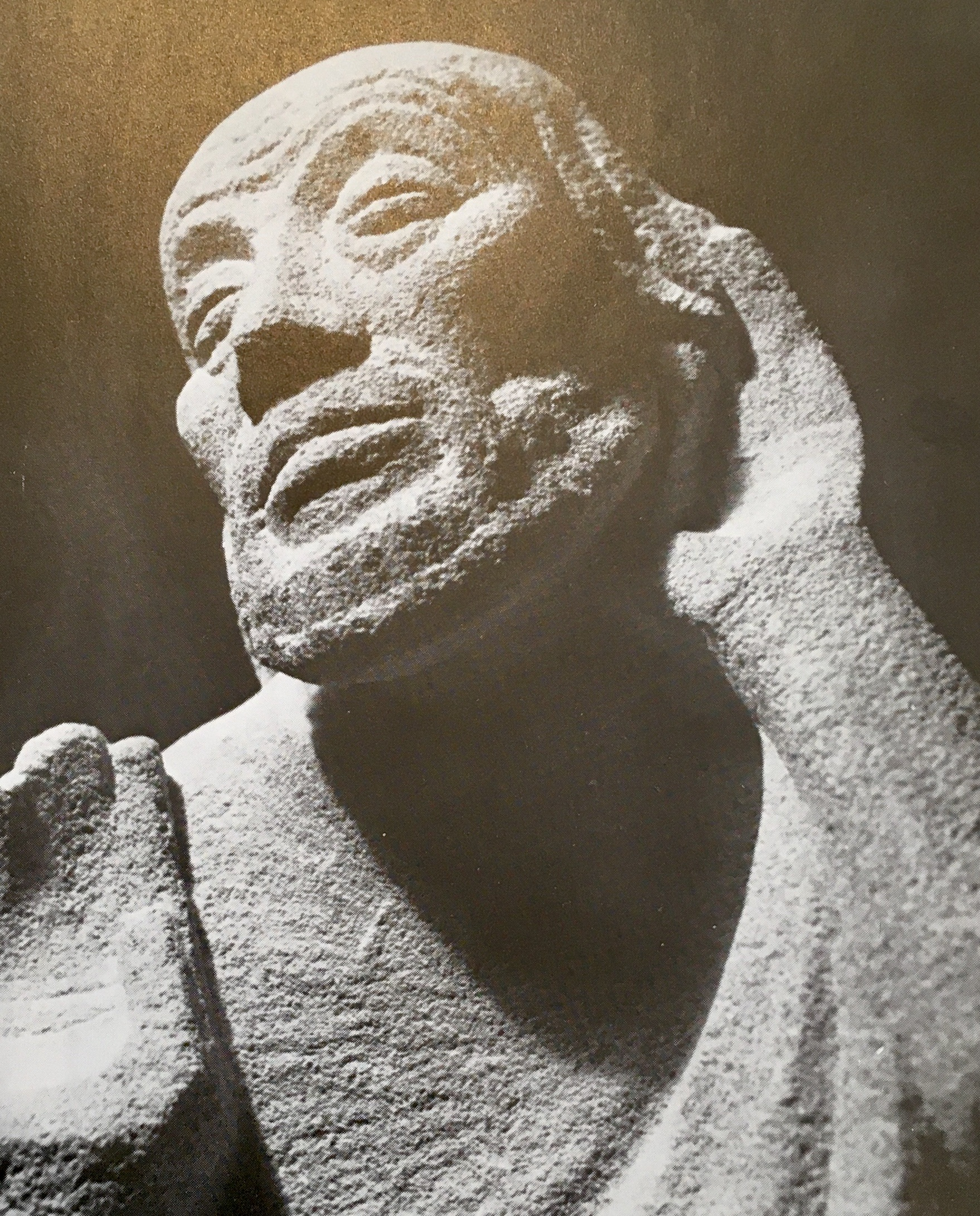
Ludwig Manz: Prophet Jesaja, St. Leonard Nürnberg, Quarzit (1958)

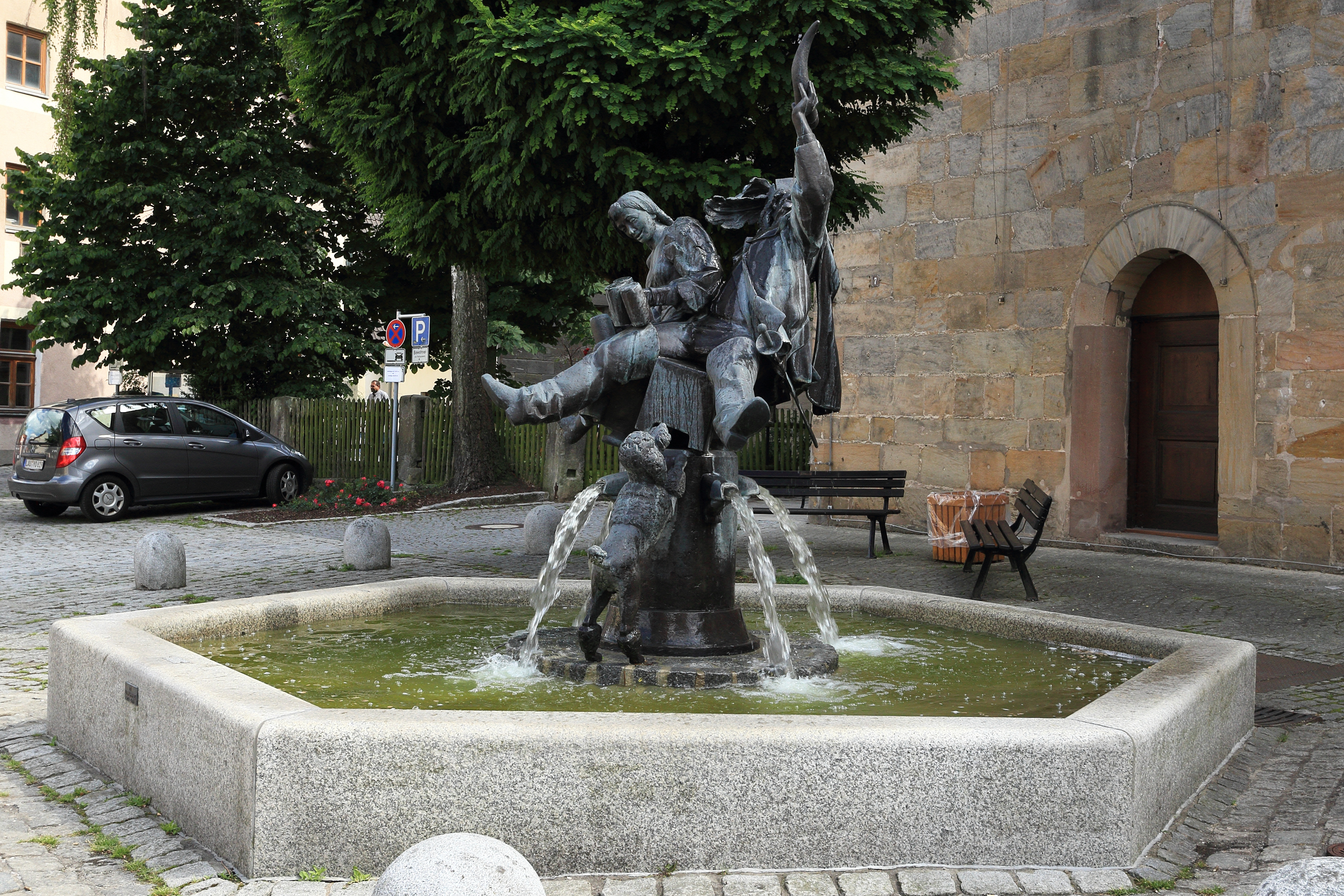
Wallenstein-Brunnen, Bronze, Altdorf (1985)

Manz schuf eine Reihe von Großplastiken im Raum Nürnberg und Umgebung sowie für kirchliche, öffentliche und staatliche Einrichtungen. So fertigte er unter anderem die Brunnenfigur „Seher der Offenbarung“ für die St. Johannes-Kirche in Hersbruck (1970), einen Artriumbrunnen für das Amtsgebäude der Wohnungsbaugesellschaft Nürnberg (1981), eine Till-Eulenspiegel-Figur für eine Kindertagesstätte in Darmstadt (1972) sowie den Auferstehungsaltar aus Lindenholz für die Stadtkirche Schwarzenbach am Wald (1959). Zu Manz’ bekanntesten Werken gehört der Wallensteinbrunnen in Altdorf bei Nürnberg, welcher vor dem alten Pflegamtsschloss steht.
Ludwig Manz zählt neben Heinrich Weiß, Helmut Ammann und Fritz Griebel zu den „Künstlern der wieder aufgebauten Kirche“. Für die Kirche St. Leonhard in Nürnberg gestaltete der Bildhauer das Kreuz hinter dem Altar, das Altarkreuz und den Leuchter sowie die aus Quarzit gefertigte Steinskulptur im Eingang, die den Propheten Jesaja zeigt.

## Werke (Auswahl)
- 1952: Franziskus predigt den Vögeln, Steineiche
- 1959: Tobias heilt seinen blinden Vater, Eiche
- 1961: Heimsuchung, Bronze
- 1965: Konrad Adenauer, Bronze
- 1967: David tröste Saul, Quarzit (seit 1990 Grabplastik für Ludwig Manz)
- 1972: Till Eulenspiegel für die Kindertagesstätte der Firma Merck in Darmstadt, Bronze
- 1974: Kranichtanz, Park-Brunnenplastik, Bronze
- 1975: Anlehnung, Bronze
- 1976: Waldemar Klink, Bronze
- 1978: Daphne I, Daphne II, Daphne III, Bronze
- 1979: geballte Form – kleine Wut, aufpolierte Bronze
- 1980: Großplastik eines Auerochsen in Heidenheim, Bronze
- 1981: Artriumbrunnen für das Amtsgebäude der Wohnungsbaugesellschaft Nürnberg
- 1981: „Fort-Schritt“, das neue Zeitalter schreitet über die zerbrochene „Humanitas“ hinweg
- 1982: Sterbende, Stadtmuseum Fürth in Bayern, Ton
- 1985: Wallensteinbrunnen in Altdorf bei Nürnberg, Bronze
- 1985: Franziskus mit Vögeln, Bronze
- 1998: „Viererform“, Kommunikation, helle und aufpolierte Bronze